# Majušni slijepac
Majušni slijepac (latinski: Anophthalmus schaumi ili Anophthalmus schaumii) hrvatska je i slovenska endemična vrsta trčaka koja pripada rodu Anophthalmus.

## Podvrste
- Anophthalmus schaumi subsp. angusticeps Scheibel, 1937. – prisutna u Sloveniji
- Anophthalmus schaumi subsp. hochetlingeri Winkler, 1912. – prisutna u Hrvatskoj
- Anophthalmus schaumi subsp. knirschi Winkler, 1912. – prisutna u Sloveniji
- Anophthalmus schaumi subsp. kumensis Fischhuber, 1975. – prisutna u Sloveniji
- Anophthalmus schaumi subsp. leptonotus Jeannel, 1926. – prisutna u Sloveniji
- Anophthalmus schaumi subsp. macromelus' Jeannel, 1926. – prisutna u Sloveniji
- Anophthalmus schaumi subsp. orientalis Jeannel, 1926. – prisutna u Sloveniji
- Anophthalmus schaumi subsp. silvicola Jeannel, 1928. – prisutna u Sloveniji
- Anophthalmus schaumi subsp. schaumi Schaum, 1860. – prisutna u Sloveniji

## Vanjske poveznice
- Anophthalmus schaumi Schaum, 1860, BioLib
- Anophthalmus schaumi Schaum, 1860, Fauna Europaea
- Anophthalmus schaumi Schaum, 1860, Encyclopedia of Life